# レカネマブ
レカネマブ（英: Lecanemab）は、アルツハイマー病の治療薬。本剤は、マウス抗体mAb158のヒト化版であり、アルツハイマー病の動物モデルにおいて、プロトフィブリルを認識し、アミロイドβの沈着を抑制した。認知症において対症療法ではなく、病気の原因物質の除去をねらった治療薬の正式承認は世界初。アメリカでの商品名は「レケンビ（Leqembi）」。
臨床試験の第3相の結果では服用18カ月で症状進行を27%(5.3カ月分)の抑制効果がみられたものの、完全に止めることはできず治療効果は実感できないレベルと指摘されている。また非常に高額となることから費用対効果が低く公的医療保険適用対象とすることには批判の声がある（後述）。
欧州医薬品庁（EMA）は当初承認を拒否したが、2024年11月15日にEMAの諮問委員会(CHMP)は見解を変更し、「レケンビによるメリットがリスクを上回る」と判断し、承認勧告した。

## 概要
アミロイドβの沈着を抑制することによりアルツハイマー型認知症の治療を目指す治療薬である。
2022年9月28日、エーザイとバイオジェンは国際共同治験第3相において、主要評価項目ならびに全ての重要な副次評価項目を統計学的に高度に有意な結果をもって達成したと発表した。
2023年1月6日、アメリカのFDAが「レカネマブ」を迅速承認したと発表した。年間薬剤費を2万6500ドル（当時レートで約350万円）で設定され、アメリカの高齢者および障害者向け公的医療保険「メディケア」の適用対象になれば、加入者の自己負担額は1日あたり14.5ドルになると推定されていた。2023年1月18日、アメリカで発売が開始された。2023年7月6日、FDAの正式承認を受けて「メディケア」の保健適応となった。
投与方法は静脈点滴であるが、2025年4月現在、「皮下注製剤」の臨床試験がアメリカで終了し、2025年1月アメリカのFDAに承認申請を行った。PDUFA dateは2025年8月31日に設定された。注射剤での投与が可能となれば、通院の負担がなくなり、在宅で家族らが自己注射できるようになる可能性がある。また、一定の薬効発現後の減量や回数減少などメンテナンス投与の新投薬レジメンの開発も着手されている。

### 投与対象者
エーザイの内藤晴夫CEOは2026年までにアメリカで投与対象者が10万人になるとの見通しを出している。日本においては日本老年精神医学会などの関連6学会は日本国内では年数万人規模で投与が始まると予測している。

## 承認された国・地域
1. アメリカ - 2023年1月6日迅速承認[19]。2023年1月18日発売[11]。2023年7月6日正式承認[20]。
2. 日本 - 2023年9月25日承認[21]。2023年12月13日薬価収載[22]。2023年12月20日発売[23]。
3. 中国 - 2024年1月9日承認[24]。2024年6月28日発売[25]。
4. 韓国 - 2024年5月27日承認[26]。2024年11月28日発売[27]。
5. 香港 - 2024年7月11日承認[28]。
6. イスラエル - 2024年7月12日承認[29]。
7. アラブ首長 - 2024年8月14日承認[30]。
8. 英国（北アイルランドを除く） 。2024年8月22日承認[31][32]。
9. メキシコ - 2024年12月5日承認[33]。
10. マカオ[34]。
11. オマーン[34]。
12. 台湾[35]
13. EU（EU加盟27国に加え、アイスランド、リヒテンシュタイン、ノルウェーの計30カ国）。2025年4月承認[36][14]。

## 歴史
- 2005年
  - 8月24日、エーザイとスウェーデンのバイオアークティックがアルツハイマー病の免疫療法の創薬研究に関する契約を締結[37]。
- 2007年
  - 12月、エーザイとバイオアークティックが「レカネマブ」の商品化契約を締結[38]。
- 2010年
  - 8月、臨床第I相試験開始[39]。
- 2012年
  - 12月、臨床第II相試験開始[39]。
- 2014年
  - 3月、エーザイとバイオジェンが共同開発、共同販促契約を締結[39]。
- 2015年
  - 5月、エーザイとバイオアークティックがにアルツハイマー病用抗体レカネマブバックアップの開発・商品化契約を締結[38]。
- 2018年
  - 7月6日、早期アルツハイマー病患者856人を対象とした臨床第II相試験の結果を発表[40]。臨床症状および脳内アミロイドベータ蓄積について、両エンドポイントに対して統計上有意な改善がみられたとした[40]。
- 2019年
  - 3月、臨床第III相開始[39]。
- 2021年
  - 3月、臨床第III相の被験者1,795人の患者登録を完了[41]。
  - 6月23日、FDAに「画期的治療薬（ブレークスルーセラピー）」に選定される[42][43]。
  - 9月28日、FDAに対して迅速承認制度に基づく生物製剤ライセンスの段階的申請のプロセスを開始したと発表[44]。
  - 11月12日、臨床第IIb相試験から「レカネマブ」がアルツハイマー病（AD）、軽度認知障害（MCI）および軽度ADに対して、複数の統計モデルによる評価で一貫した有効性を示したとする結果をアメリカマサチューセッツ州で開催された第14回アルツハイマー病臨床試験会議で発表[45]。
  - 12月24日、エーザイが「レカネマブ」がFDAから優先審査を受けられる「ファストトラック」の指定を受けたと発表した[46][47]。
- 2022年
  - 3月4日、PMDAによる医薬品事前評価相談制度に基づく申請データの提出を開始[48]。医薬品事前評価相談制度は、申請前の医薬品に関して、開発段階から品質、非臨床、臨床に関する提出可能なデータに基づき事前評価を行い、審査業務の実質的な前倒しにより、審査期間を短縮することを目的とした制度[48]。
  - 4月、臨床第IIb相試験の結果をもとに、「レカネマブ」の早期アルツハイマー病患者に対する長期的健康アウトカムについてシミュレーションを用いた評価結果が査読学術専門誌「Neurology and Therapy」誌に掲載[49]。
  - 5月10日、エーザイが「レカネマブ」についてFDAに迅速承認制度に基づく段階的申請を完了したと発表[50][51]。
  - 6月、「レカネマブ」の潜在的な経済価値について「Neurology and Therapy」 誌に掲載[52][53]。
  - 7月6日、エーザイが「レカネマブ」について、迅速承認制度に基づく生物製剤ライセンス申請がFDAにより受理され、優先審査に指定されたと発表[41][54][55][56]。
  - 9月28日、エーザイが、レカネマブがアルツハイマー型認知症による軽度認知障害（MCI）および軽度アルツハイマー型認知症を対象とした大規模国際共同治験治験臨床第III相（Clarity AD検証試験）において主要評価項目ならびに全ての重要な副次評価項目を統計学的に高度に有意な結果をもって達成したと発表した[57][58][59][60]。治験は国内外の1800人を対象に、1年半にわたって2週間に1回「レカネマブ」を注射した集団と偽薬を注射した集団に分けて実施した[57]。記憶力や判断力など認知症の重症度を示す指標（最も重い＝18点）について変化を比較した。その結果、偽薬のグループでは1.67点悪化したが、レカネマブでは1.22点にとどまったため、「27％の進行抑制効果が確認された」としている[57][60]。安全性については「大きな問題はない」とした[57]。エーザイは、論文をまとめ、2022年11月29日に米国で開かれる学会で詳細なデータを公表、査読付き医学誌で公表する予定[57][58]。同日、内藤晴夫代表執行役CEOが記者会見を行い、主要評価項目に据えた「投与開始から18か月時点のCDR-SB」は、p値が「0.00005」となり、「私も長い間この仕事に携わっているが、このようなp値を見たのは初めて。非常に高い統計学的有意性と言えると思う」と有用性を強調した[61]。
  - 11月7日、エーザイのCEOは決算会見で、「レカネマブ」の承認申請に向け、日米欧の当局と協議に入ったと明らかにした[15]。
  - 11月27日、サイエンスのニュースセクションに「レカネマブ」の治験参加者が脳出血で死亡したと掲載された[62][63]。治験での死亡例は2例目となる[62]。エーザイの広報担当者は、全体的な死亡リスクの上昇とレカネマブに関連性がないことはあらゆる入手可能な情報に示されていると、発表文で説明[64]。患者は高齢で疾患があり、他の医薬品も服用していたために死因の特定は難しい可能性もあるとの見解も示した[63][64]。
  - 11月29日、「レカネマブ」の第3相臨床試験を行っている、エーザイ、東京大学、イェール大学などの研究グループが「レカネマブ」がアルツハイマー病の進行を遅らせる有効性が確認されたとする論文をアメリカの医学雑誌「ニューイングランド・ジャーナル・オブ・メディシン」に発表した[65]。治験では北米、欧州、アジアの計235ヵ所で50歳～90歳までの早期のアルツハイマー病の患者、1975人を対象に行われ、レカネマブを投与するグループと、プラセボを投与するグループに分けて、患者の認知機能の変化などを調べた[65][66]。その結果、薬の投与を始めて1年半後の時点で比較すると、「レカネマブ」を投与したグループでは、プラセボを投与されたグループより、認知機能の低下がおよそ27％抑えられ、症状の進行を遅らせる有効性が確認できたとした[65]。また、アルツハイマー病の原因とされる、脳にたまる異常なたんぱく質「アミロイドβ」の量の平均は、レカネマブ群が55.48センチロイド[注 1]減少したのに対して、プラセボ群が3.64センチロイド増加した[65][66]。期間中の有害事象で試験を中止した参加者の割合は、レカネマブ組が6.9％、プラセボ組が2.9％であった[66]。
  - 11月30日、エーザイはレカネマブの第III相試験「ClarityAD」の結果が、アメリカで開催されているアルツハイマー病臨床試験会議（CTAD）に報告されたと発表した[67]。発表の会場では定員2000人の会場が満員になるほど注目を集めた[68]。エーザイは同日の説明会で、投与期間18カ月の試験結果を投与後30カ月まで伸ばした分析結果を示し、レカネマブ群はプラセボ群に比べて7.5カ月の進行抑制が予測されるとした[67]。また、第II相試験「201試験」結果に基づくモデルシミュレーションでは、レカネマブが軽度なアルツハイマー型認知症のステージにとどめる期間がプラセボ群より2.5～3.1年延長する可能性も示唆されるとした[67]。大出血を併発した2例の死亡例については、「現時点でレカネマブに起因する死亡ではないと評価している」と、同社の見解を説明した[67]。
  - 12月23日、エーザイが承認にむけて中国の国家薬品監督管理局に「レカネマブ」の一部データを提出したと発表した[69]。第2相の試験データと第3相試験の一部データを提出し、当局の指示に応じフルデータを追加する方針としている[69]。
- 2023年
  - 1月6日、FDAが「レカネマブ」を迅速承認したと発表した[5]。同日エーザイはFDAにフル承認の申請を行った[19]。
  - 1月11日、エーザイが、「レカネマブ」について、EUの薬事当局である「欧州医薬品庁（EMA）」に販売承認を申請したと発表した[70][71]。
  - 1月16日、エーザイとバイオジェンは1、日本でレカネマブの新薬承認を申請したと発表した[72][73]。
  - 1月17日、加藤勝信厚生労働相が閣議後の会見で、エーザイが日本国内で承認申請したレカネマブについて、「PMDAで有効性・安全性等について、審査を適切・迅速に行っていく」と述べた[74]。また、2019年6月に取りまとめた「認知症施策推進大綱」に言及し、「病態進行を遅らせる治療薬が実用化されれば、大綱に掲げる『共生と予防の推進』に資する」と期待した[74]。
  - 1月18日、「レケンビ」の商品名でアメリカで発売開始[11]。
  - 1月23日、アメリカで「レカネマブ」の最初の処方箋が発行された[75]。
  - 1月27日、欧州医薬品庁（EMA）がレカネマブの販売承認申請を受理[76]。
  - 1月30日、エーザイが、「レカネマブ」が厚生労働省により優先審査品目に指定されたと発表[77]。通常、大半の医薬品の審査には約12カ月かかるところが、優先審査品目に指定された場合、約9カ月に短縮される[77][78]。日本の申請においては「レカネマブ」は審査期間の短縮を目指して医薬品事前評価相談制度も既に活用している[79]。
  - 2月3日、アメリカで「レカネマブ」の最初の投与が開始された[75]。
  - 2月28日、エーザイは「レカネマブ」が中国国家薬品監督管理局（NMPA）から優先審査の指定を受けたと発表した[80][81]。承認までの期間を短縮できるとされる[80][81]。
  - 3月6日、エーザイは「レカネマブ」について、アメリカ食品医薬品局（FDA）がフル承認に向けた変更申請を受理したと発表した[82]。
  - 3月14日、エーザイは「レカネマブ」について、アメリカ退役軍人保健局（VHA）が保険適用を始めたと発表した[83]。VHAが定める対象基準などを満たした退役軍人に対し、レカネマブを処方する[83]。
  - 3月31日、エーザイとバイオジェンは、「レカネマブ」の、臨床第II相201試験に関する追加解析の結果が3報の論文として査読学術専門誌に掲載されたと発表した[84][85]。(1)「201試験におけるレカネマブのバイオマーカー、認知機能、臨床症状に対する効果の詳細な結果」では、レカネマブによる潜在的な疾患修飾効果が示唆され、さらに、血漿バイオマーカーを用いたレカネマブの効果をモニタリングできる可能性も示された[85]。(2)「201試験における種々の臨床評価項目および統計モデルに基づく有効性の一貫性評価」では、3つの重要な臨床評価項目（ADCOMS、CDR-SB、ADAS-Cog）について、異なる統計モデルを用いて感度分析を行い、その結果、検討したすべての統計モデルにおいて、レカネマブの18カ月投与により、一貫した臨床症状の悪化抑制が示された[85]。(3)「201試験におけるアミロイド関連画像異常（ARIA）プロファイル」では、PK/PDモデルにより、ARIA-Eの発現率は、定常状態におけるレカネマブの最高血中濃度と相関することが示された[85]。
  - 5月16日、エーザイは、「レカネマブ」について、カナダの保健省が承認申請を受理したと発表した[86]。
  - 5月22日、エーザイは「レカネマブ」について、英国（北アイルランドを除く）において早期アルツハイマー病に係る販売承認申請を、英国医薬品医療製品規制庁（MHRA）に提出したと発表[87][88]。MHRAはレカネマブを、革新的医薬品の市場投入までの期間を短縮する制度の対象に指定した[87]。
  - 6月8日、エーザイは、「レカネマブ」を、韓国食品医薬品安全処（MFDS）に販売承認を申請したと発表した[89]。
  - 6月9日、FDAの諮問委員会が、「レカネマブ」について正式承認を推奨すると勧告を行った[90][91]。
  - 7月6日、FDAが「レカネマブ」を正式承認した[20]。同日、アメリカの高齢者向け公的医療保険「メディケア」も保険適用の対象に選定した[20]。
  - 8月21日、厚生労働省の専門部会は「レカネマブ」の承認を了承した[92]。
  - 9月25日、厚生労働省が「レカネマブ」の製造販売を承認[21][93]。
  - 9月27日、厚生労働省の中央社会保険医療協議会で「レカネマブ」の薬価収載の検討が開始[94][95]。
  - 10月25日、「レカネマブ」がアメリカのニュース雑誌タイム誌が選定する「THE BEST INVENTIONS of 2023」に、医療カテゴリにおいて選定された[96]。
  - 12月13日、厚生労働相の諮問機関・中央社会保険医療協議会は、「レカネマブ」（商品名レケンビ）の保険適用を了承した[22]。薬価（公定価格）は、1人あたり年間298万円（体重50キロの場合）で、12月20日から適用される[22]。使用期間は原則1年半となる[22]。
  - 12月20日、日本国内で発売[23]。
  - 12月21日、大阪公立大学病院で「レカネマブ」の投与が開始されたことが発表された[97]。
- 2024年
  - 1月9日、中国国家薬品監督管理局（NMPA）が「レカネマブ」を承認したと発表した[24][98][99]。アメリカ、日本に続く3ヵ国目の承認となる[24][98][99]。中国での商品名は「乐意保」[98]。
  - 2月6日、エーザイが2023年度第３四半期決算会見で日本における「レカネマブ」の投与患者数が約100人(2月５日時点)であることを明らかにした[100]。2024年3月までに投与を予定する患者数も約300人おり、累計投与患者数は2023年度末で400人、2024年度末で7000人にのぼると見通しを示した[100]。
  - 5月27日、エーザイは「レカネマブ」が韓国食品医薬品安全処（MFDS）から承認を得たと発表[26]。承認は米国、日本、中国に続き4カ国目[26]。
  - 6月10日、維持投与のための「レカネマブ」の一部変更申請をFDAが受理したと発表。PDUFA dateは2025年1月25日に設定された[101]。
  - 6月28日、エーザイとバイオジェンは中国で「レカネマブ」が発売されたと発表[25]。日本、アメリカに続き3ヵ国目[25]。
  - 7月11日、エーザイとバイオジェンは香港で「レカネマブ」が香港衛生署から新薬承認を取得したと発表[28]。5例目[28]。
  - 7月12日、エーザイとバイオジェンはイスラエルで「レカネマブ」が新薬承認を取得したと発表[29]。6例目[29]。
  - 7月25日、欧州医薬品庁（EMA）の下部組織で新薬を評価する欧州医薬品委員会（CHMP）はレカネマブのEUでの販売承認を拒否するよう勧告した[8]。重篤な有害事象を上回る効能が示されないことが主な理由である[8]。
  - 8月14日、エーザイとバイオジェンはアラブ首長国連邦で「レカネマブ」が新薬承認を取得したと発表[30]。７例目[30]。
  - 8月22日、エーザイとバイオジェンは英国（北アイルランドを除く）で「レカネマブ」が新薬承認を取得したと発表[31][32]。8例目[31]。「APOE4」遺伝子を持たないか、1つしか持っていない早期アルツハイマー病患者のみ対象としての承認[31]。一般的にAPOE4を2つ持つのはアルツハイマー病患者の15%[31]。
  - 10月17日、エーザイはオーストラリアの薬事当局「医療製品管理局（TAG）」が「脳の浮腫や微小出血が起こる頻度などの安全上のリスクを考慮し、臨床試験で実証された有効性が安全上のリスクを上回らないため治療法として推奨しない」とする初期審査の結果を公表したと発表した[102][103][104][105]。
  - 11月15日、エーザイとバイオジェンは、「レカネマブ」について、欧州連合（EU）で新薬を評価する欧州医薬品委員会（CHMP）から承認勧告を受けたと発表[106]。CHMPは2024年7月にレカネマブの欧州での承認について否定的な見解を示しており、エーザイとバイオジェンは再審議を求めていた[106]。CHMPは脳の出血や腫れといった副作用が出る可能性が低い患者に限っての使用で、またレカネマブを投与する患者には定期的な磁気共鳴画像装置（MRI）検査などの対策や製薬会社による使用後の追跡調査を必要とするとした意見をつけた[106]。
  - 11月28日、エーザイとバイオジェンは韓国で「レカネマブ」が発売されたと発表[27]。
  - 12月5日、エーザイとバイオジェンはメキシコで「レカネマブ」が新薬承認を取得したと発表。南米地域での初承認であり[33]、承認国は9ヵ国目となる[33]。
- 2025年
  - 1月14日、「皮下注射製剤維持投与」の承認申請をアメリカのFDAに行った[14]。PDUFA dateは2025年8月31日に設定された[14][107]。
  - 3月3日、オーストラリア医療製品管理局（TGA）は、「レカネマブの有効性が副作用などのリスクを上回らない」とし、非承認とした[108]。
  - 4月16日、エーザイとバイオジェンは、「レカネマブ」について、欧州連合（EU）で販売承認を得たと発表。EUの執行機関である欧州委員会がこのほど承認した[36]。EU加盟国に加え、ノルウェーなど計30カ国で販売できるようになる[36]。まず2025年度内にドイツやオーストリアでの発売を予定している[36]。脳の出血や腫れといった副作用が比較的出にくい「APOE4」遺伝子を持たないか、1つしか持っていない患者が対象となる[36]。
  - 6月19日、英国の国立医療技術評価機構（NICE）は「レカネマブ」を国民医療制度（NHS）での使用を奨励しないとする最終勧告案をまとめた[109]。承認については2024年8月に承認されている[31][32]。
  - 7月31日、エーザイはカナダトロントで開催されたアルツハイマー病協会国際会議で、レカネマブ投与を受けた患者の4年間の経過を、投与していない患者と比べたところ、記憶力や判断力などの症状の進行を平均で10.7か月遅らせる効果がみられたと発表[110][111]。

## 評価

### FDA承認前
- 第3相治験結果の発表前、みずほ証券のサリム・シードをはじめとするアナリストたちは、レカネマブが症状の悪化を25%程度遅らせることができれば市場から「勝利」とみなされ、エーザイ、バイオジェン両社の株価が急上昇する可能性があると指摘していた[112]。今回の治験の結果27%の抑制を効果を示した[112]。
- 国際共同治験第3相の結果を受けて、メイヨー・クリニック・アルツハイマー病研究センターのディレクターであるロナルド・ピーターセンは「大きな効果ではないが、前向きな効果だ」と指摘[9]。ネバダ大学ラスベガス校トランスフォーマティブ神経科学チャンバーズグランディセンターのディレクターであるジェフ・カミングス博士は「病気の進行を約30％遅らせることができれば、素晴らしいことだ」と語った[9]。
- 投資銀行のベアード（英語版）のアナリストであるブライアン・スコーニーはリポートで、「報告されたデータはほぼ最高のシナリオだ。承認と保険給付につながるだけではなく、競合製品（どれかが成功すると仮定しても）が対等の結果を達成するのは難しい可能性があるためだ」と分析した[113]。
- 国際共同治験第3相の結果を受けてエディンバラ大学のタラ・スパイアーズ＝ジョーンズ教授は、「この研究は長い間、失敗率100％だっただけに、（この結果には）大きな意味がある」と話した[114]。
- 第3相治験結果を受けて、ケンブリッジ大学の研究グループは「レカネマブの有効性について、統計的な有意差をもって改善したと言っても、実際に臨床的に意味のある改善になっていないのではないか」と指摘した[115]。

### FDA承認後
- FDAの神経科学部長のビリー・ダンは承認について「レカネマブはアルツハイマー病の症状だけでなく、病気の進行の根本的な部分に対応するものだ」と評価した[5]。
- シティグループ証券のアナリストは2023年1月7日付のリポートで、「添付文書に重大な警告がない点はプラス」と評価した[116]。
- 三菱UFJモルガン・スタンレー証券のアナリストは、平均的な体重の患者で年間2万6500ドル（当時レート約350万円）の価格設定は、先行する「アデュヘルム」よりも低額で、「当社想定よりは低め」とコメントした[116]。また、本剤投与に当たっては脳内アミロイドβの蓄積を確認する検査が必要になり、検査は日米で保険償還されていないため、「患者の検査負担は大きい」と指摘した[116]。
- 日本認知症学会理事長(当時)は、「統計学的な有意差は極めて明確で、最終治験で有意な効果が認められたのは画期的な出来事といえる。もちろん、これだけで、日常生活で目に見えて大きな変化が感じられる強い効果があるとはいえない。しかし、約1年半で到達する認知機能の低下を、6か月程度遅らせることができる効果があるものとみられ、今後の治療の発展に向けて大きな一歩だ」と評価した[117]。
- FDAはアメリカでの正式承認時に「アルツハイマー病の根本を標的にした薬とした初めて有用性を示した」と評価した[118]。
- ピッツバーグ大学医学校神経生物学教授のカール・へラップは、0～18点の尺度で見てレカネマブによる改善がわずか0.45点分（悪化がプラセボ群1.66点分に比してレカネマブ群1.21点分）は、統計的には有意な進行抑制であっても、生物学的にはほとんど実質のない差ではないかと指摘した[119]。

## アデュカヌマブとの違い
「レカネマブ」も「アデュカヌマブ」も広義ではどちらも脳内に蓄積するアミロイドβに対する抗体医薬品であるが、レカネマブはプロトフィブリルに対して、アデュカヌマブはアミロイド線維に対してとターゲットとする物質が異なる。アミロイドβは凝集する過程において、毒性が強いと言われる可溶性の低分子オリゴマーから高分子オリゴマー（プロトフィブリル）を経て、不溶性のアミロイド線維を形成する。レカネマブは脳内に蓄積されたプロトフィブリルに選択的に結合し、取り除く。アデュカヌマブは完成されたアミロイド線維や老人斑のアミロイドに反応する抗体である。

## 公的医療保険適用対象時の財政負担問題
上述のように高額な薬価に対して費用対効果は悪く、研究者らも実感は困難なレベルと指摘している。日本では保険適用した際の財政圧迫から、薬価算定の調整は難航すると報道された。
日本の医療制度は公費負担割合が大きく、アメリカ型よりもヨーロッパ型に近い。そして、ヨーロッパ先進国の多くでは、レカネマブなどの高額薬品への保険適用導入には慎重である。手厚い福祉政策で知られる北欧諸国の特徴として、「自分で食事をできなくなった高齢者は、無理な食事介助を行わず、自然な形で看取る」ために長期間寝たきり老人がいないことが挙げられる。逆に日本の認知症高齢者などでよくみられる、胃ろうなどの栄養剤注入による生命維持は虐待と考えられている。
日本の認知症患者数の1％である約6万人が投与を受け、アメリカと同薬価と仮定すると、日本国内で最も売れている医薬品の売上高規模が約1400億円なのに対して、レカネマブ一剤だけで年間薬剤費は約2000億円に達する。このように保険適用は日本の公的医療保険財政に強烈な負担を与える。
2023年度時点の日本の社会保障費（医療＋年金＋福祉）総額は厚労省推計で約134兆円であるが、保険対象となると390万円のうち自己負担が14万円程度（70歳以上の一般所得者）で、差額は現役世代の負担となることから社会保険料の急騰し、根本的な治療ではないため要介護期間が延びるなどの問題もあり、現役世代の負担が増加して世代間格差を拡大させ、社会保障制度が破綻するリスクがあるとの指摘もある。
アメリカでは高齢者向け公的医療保険「メディケア」に全面適用された場合、対象患者数が最低限の8万6000人だとしても負担が20億ドル、治療対象患者が21万6000人前後であれば負担は50億ドルを超えるという試算がある。